# Kanadische Badmintonmeisterschaft 1954
Die Kanadische Badmintonmeisterschaft 1954 fand in Vancouver statt. Es war die 27. Auflage der nationalen kanadischen Titelkämpfe im Badminton.

## Titelträger
| Disziplin    | Sieger                           |
| ------------ | -------------------------------- |
| Herreneinzel | Donald Smythe                    |
| Dameneinzel  | Marjory Shedd                    |
| Herrendoppel | Donald Smythe Bill Purcell       |
| Damendoppel  | Marjory Shedd Joan Hennessy      |
| Mixed        | T. Darryl Thompson Jean Bardsley |